# 陈倩 (现代五项运动员)
陈倩（1987年1月14日—），江苏苏州人，中国女子现代五项运动员。

## 生平
2008年在北京奥运会上获得第五名。
2009年获得世界现代五项锦标赛女子个人项目金牌。
2010年参加广州亚运会现代五项比赛，并获得女子个人第五名和女子团体金牌。
2012年在伦敦奥运会上得到第五名。
2016年在里约奥运会上以总分1343分名列第四名。
2017年6月4日，她因服用兴奋剂违规成立，其里约奥运会相关成绩被取消。